# Itaguaçu (ort)
Itaguaçu är en ort i Brasilien.   Den ligger i kommunen Itaguaçu och delstaten Espírito Santo, i den sydöstra delen av landet, 900 km sydost om huvudstaden Brasília. Itaguaçu ligger 134 meter över havet och antalet invånare är 8 201.
Terrängen runt Itaguaçu är huvudsakligen kuperad, men den allra närmaste omgivningen är platt. Itaguaçu ligger nere i en dal. Runt Itaguaçu är det ganska glesbefolkat, med 38 invånare per kvadratkilometer.. Itaguaçu är det största samhället i trakten.
Omgivningarna runt Itaguaçu är huvudsakligen savann.